# Ayşe Kulin
Ayşe Kulin (26 de agosto de 1941, Estambul, Turquía) es una escritora de cuentos, guiones cinematográficos, columnas periodísticas y novelas turca.
Se graduó en Literatura en la American College for Girls de Arnavutköy,
hoy Robert College of Istanbul.
Entre 1962 y 1968 estudió sociología en la London School of Economics.
En 1984 publicó una colección de cuentos llamada Güneşe dön yûzünü.
Luego, en 1987, se lanzó la película Bir kirik bebek con su guion, que recibió un premio del Ministerio de Cultura de Turquía. En 1989, recibió el premio a Mejor director artístico de la Asociación de Escritores de Teatro y Televisión por Ayaşlı ile Kiracıları.